# Непоседы
«Непоседы» (укр. непоси́ди, укр. крутьки́) — дитячий вокальний ансамбль. Виник 12 квітня 1991 як дитячий гурток при Палаці піонерів Ленінградського району Москви. Є частиною театру-студії. Дітей навчають сольфеджіо, акторській майстерності, сценічної мови і танцю. Художній керівник — заслужений працівник культури Олена Михайлівна Пінджоян
В ансамблі виступали майбутні солістки групи «Тату» — Юля Волкова та Олена Катіна, майбутні солісти групи «Smash!!» — Сергій Лазарєв та Влад Топалов, а також Настя Задорожна, Юля Малиновська 2002 року у складі «Непоседы» з'явився Філіп Газманов (Мавроді) — прийомний син Олега Газманова.
У грудні 2008 року «Непоседы» зняли своє перше повноцінне відео на пісню «Новий рік», в якому взяли участь Сергій Лазарєв та Влад Топалов. Режисером відео виступив Костянтин Черепков.